# إيران في عهد الخلافة
في عام 633 م، بدأ الغزو العربي لإيران، وأخيرًا في عام 654 م، أدى ذلك إلى سقوط الإمبراطورية الساسانية وخضوع إيران لحكم الخلفاء الراشدين والأمويين والعباسيين.

## الخلافة الراشدة
الخلافة الراشدة أو الخلافة المبكرة كانت أول دولة إسلامية تحت اسم الخلافة، والتي ظهرت يوم وفاة النبي محمد في 8 حزيران 632 م (28 صفر 11 هـ) واستمرت حتى عام 661م (40 هـ). وكان الحكام من صحابة النبي محمد ومن قبيلة قريش، على التوالي، أبو بكر الصديق (حكم من 632 إلى 634)، وعمر بن الخطاب (حكم من 634 إلى 644)، وعثمان بن عفان (حكم من 644 إلى 656)، وعلي بن أبي طالب (حكم من 656 إلى 661).
بدأ الفتح العربي لإيران في عام 633 م في عهد أبي بكر الصديق، وبلغ ذروته في عهد عمر ثم عثمان مما أدى إلى سقوط الحكومة الساسانية بالكامل في عام 651 م (30 هـ) ومقتل يزدجرد الثالث، آخر ملوك الساسانيين. كما أضافت هذه الهجمات كل إيران (ما عدا طبرستان وجيلان) إلى أراضي الخلافة الراشدة. كان غزو إيران بمثابة بداية لعملية تدريجية لتحويل الإيرانيين إلى الإسلام والتي استمرت لعدة قرون؛ حيث لم يتم إجبار الإسلام.
في وقت الفتح، عرض المسلمون على حرس الحدود أو الحكام المحليين عدة خيارات: إما أن يصبحوا مسلمين ويكونوا جزءًا من الأمة الإسلامية؛ أو قبول حكم المسلمين والبقاء أحرارًا بدفع الجزية والبقاء على دينهم؛ أو المقاومة والقتال كملاذ أخير، وفي هذه الحالة كان هناك خطر القتل أو الاستعباد. ولم يكن العرب يتدخلون عادة في الشؤون الداخلية للسكان المحليين الذين يدفعون ضرائبهم.
كانت السياستان الرئيستان في هذه الفترة هما:
1. منع البدو من الإضرار بالمجتمع الزراعي
2. تعاون الحكام المسلمين مع حكام وأعيان المناطق المَغزوّة وعدم إزعاج السكان المحليين قدر الإمكان.

ولهذه الأسباب لم تحاول المجموعة الأولى من المسلمين تحويل الإيرانيين إلى الإسلام (بحسب لابيدوس [الإنجليزية]، كان الإسلام يُعتبر في زمن الفتح دينًا عربيًّا خاصًّا بهم) ولم يكونوا مهتمين بتعطيل النظام الاجتماعي والإداري. لكن مع مرور الوقت، زادوا من سيطرتهم على المدن.

## الأمويون
بعد اغتيال علي في المسجد الكبير بالكوفة، تولى ابنه الحسن بن علي الخلافة ولكنه تنازل لاحقًا لصالح معاوية للحصول على الخلافة، تنازل الحسن بن علي عن الخلافة ووقع معاهدة الصلح وبدأت خلافة معاوية (مؤسس وأول خليفة للخلافة الأموية). وبحسب لابيدوس [الإنجليزية] فإن هذا كان أخطر منعطف عصف بالدولة الإسلامية سلبًا، وبحسب زرينكوب فإن الحكم الأموي لا يمكن أن يسمى إلا رجعية وعودة إلى الثقافة العربية قبل الإسلام؛ لأنه باستثناء الفترة القصيرة لخلافة عمر بن عبد العزيز، فإن جميع خلفاء هذه السلسلة استخدموا العنف والكراهية تجاه الموالي وغير العرب. كان الأمويون يعتقدون أن أولئك الذين يحملون الدم العربي الأصيل في عروقهم وجذورهم هم وحدهم المستحقون لحكم الشعب، وأن الأعراق الأخرى خلقت لخدمة العرب والقيام بأفعال أدنى.
حاول الأمويون فرض اللغة العربية على الشعوب الخاضعة لسيطرتهم. على سبيل المثال، أمر الحجاج بن يوسف، الذي كان غير راضٍ عن استخدام اللغة الفارسية في المحاكم الإدارية، باستبدال اللغة باللغة العربية، وهو ما لم يكن من السهل القيام به في العادة وكان عنيفًا في كثير من الأحيان. وينعكس تقرير العنف الذي مارسه الأمويون ضد الثقافة الإيرانية في كتابات مفكرين مثل أبي الريحان البيروني وأبي الفرج الأصفهاني. وفي تقريره عن نسيان اللغة الخوارزمية يقول البيروني إن الجيش العربي قتل كل من كان يستطيع التحدث باللغة الخوارزمية ولم يترك إلا من لا يستطيع القراءة والكتابة.
ويمكن رؤية هذه السياسات العنيفة ضد الإيرانيين في المصادر التاريخية حتى فترة ما قبل ظهور الخلافة العباسية. على سبيل المثال، قام مبعوث الخليفة في أصفهان بقطع رأس كل راعٍ لم يدفع الضرائب. أو على سبيل المثال، ذكرت المصادر التاريخية مثل التاريخ الكامل لابن الأثير أن سعيد بن العاص قتل جميع أهل طميشة إلا شخصًا واحدًا في عام 651 (أثناء فتح جرجان في خلافة الراشدين).
لقد كانت السيطرة العربية على الإيرانيين تزداد ثقلًا وثقلًا، واستُبدل معنى "الدين العربي" بـ"النوايا الشخصية"، وكان حكم المجموعة العرقية المهيمنة على المجموعة العرقية المهزومة وإذلال الشعوب غير العربية يزداد حدة ولم يتم تحقيق أي تقدم للسكان الأصليين، كما حدث مع البربر. كان هناك ثلاث مجموعات من الناس في هذا الوقت:
1. جماعة قبلت تعاليم الإسلام بكامل إرادتها وإيمانها وأسلمت، وكان أغلبهم من أتباع آل علي بن أبي طالب. كانت هذه المجموعة مكتئبة وغير راضية عن عدم تطبيق قوانين وتعاليم الدين.[26]
2. وأما الفئة الأخرى التي تظاهرت بالإسلام من أجل التهرب من الجزية والخراج والحصول على الهيبة والراحة، فلم تكن في الحقيقة على الدين السابق ولا على الدين الجديد. ولم يتم التعامل مع هذه الفئات كما أرادوا، بل تعامل معهم الحكام العرب بغطرسة، ولم يمنحوهم الامتيازات الاجتماعية كما أرادوا، مما سبب لهم عدم الرضا.[27]
3. وبقي آخرون على دين آبائهم. أما المجموعة الثالثة فكانت تنتظر باستمرار الفرصة للتخلص من الحكام.[28]

## العباسيون
بسبب السياسات الأموية، كان الفُرس والمشرق مع قبائل عربية مُهمشة ممّن أطاحوا بحكم الأمويين، أدّت السياسات العباسية المُعتدلة تجاه الأعراق، لقيام عصر ذهبي ثقافي. ولكن بسبب السياسات الإدارية والمالية والعسكرية للمتوكل (الخليفة العباسي العاشر)، بما في ذلك الإنفاق المفرط وعدم استقرار المسؤولين الإداريين ونقل العاصمة إلى سامراء ، فضلًا عن التحول الديني من المعتزلة إلى الحنابلة، ضعفت الخلافة ومع اغتياله على يد العبيد الأتراك في عام 861 م، وُفرّت الأجواء لانحدار القوة العباسية.[بحاجة لمصدر] مع اندلاع الحرب الأهلية في بغداد وسامراء بعد أكثر من عقد من وفاة المتوكل، والتي أدت إلى اغتيال أربعة خلفاء، تفتتت الإمبراطورية العباسية وظهرت سلالات مستقلة نسبيًا من قوى عسكرية محلية تسمى "أمير" في أجزاء مختلفة من الأراضي الإسلامية. وسعت هذه السلالات الجديدة، مثل الصفاريين، إلى الحكم الذاتي واللامركزية، على عكس الحكام السابقين مثل الطاهريين.[بحاجة لمصدر]

## طالع أيضًا
- تاريخ إيران
- الفتح الإسلامي لفارس
- أسلمة إيران
- الخلفاء الراشدون
- سربداريون
- الدولة الجوبانية
- آل مظفر
- قره قويونلو
- آق قويونلو